# 19e cérémonie des Aigles d'or
 (décembre 2024).
Motif : Certains titres français mentionnés sont peut-être des traductions littérales et donc n'existent pas en tant que titres. La présentation doit donc être différente pour ne pas créer d'ambiguïté.
La 19e cérémonie des Aigles d'or, organisée par l'Académie russe des sciences et des arts cinématographiques, se déroule à Mosfilm à Moscou le 22 janvier 2021 et récompense les films, téléfilms et séries russes sortis entre le 1er novembre 2019 et le 31 octobre 2020.
Le film A Siege Diary de Andreï Zaïtsev remporte l'Aigle d'or du meilleur film, l'Aigle d'or du meilleur scénario et l'Aigle d'or de la meilleure actrice pour Olga Ozollapinia. Andreï Kontchalovski reçoit l'Aigle d'or du meilleur réalisateur pour Dear Comrades. Le film Union of Salvation de Andreï Kravtchouk remporte sept prix.

## Palmarès

### Aigle d'or du meilleur film
- A Siege Diary (Блокадный дневник) de Andreï Zaïtsev
  - Dear Comrades (Дорогие товарищи) de Andreï Kontchalovski
  - La Glace 2 (Лёд 2) de Jora Kryjovnikov
  - Union of Salvation (Союз спасения) de Andreï Kravtchouk
  - Streltsov (Стрельцов) de Ilya Uchitel

### Aigle d'or du meilleur téléfilm ou mini-série (jusqu'à 10 épisodes)
- Bateau à vapeur Odessa (Одесский пароход) de Sergueï Oursouliak
  - Diplomate (Дипломат) de Vladimir Kott
  - Magomayev (Магомаев) de Dmitri Tiourine et Roman Prygounov

### Aigle d'or de la meilleure série télévisée (plus de 10 épisodes)
- Déclencheur (Триггер) de Dmitri Tiourine
  - Intercesseurs (Заступники) de Youri Kouzmenko
  - L'élève de Messing (Ученица Мессинга) de Vladimir Nakhabtsev

### Aigle d'or du meilleur documentaire
- Espace de vers: Boris Sloutski (Пространство стиха: Борис Слуцкий) de Victor Tkatchev
  - Stanislavski. La soif de vivre (Станиславский. Жажда жизни) de Youlia Bobkova
  - Chaman (Шаман) de Andreï Osipov

### Aigle d'or du meilleur court métrage
- One Mango, Please de Nadejda Mikhalkova
  - Fin de la guerre (Конец войны) de Sergueï Ramz
  - Scènes au bord de la mer (Сцены у моря) de Oksana Degtyareva

### Aigle d'or du meilleur film d'animation
- La Maîtresse de la montagne de cuivre (Хозяйка Медной горы) de Dmitri Geller
  - Space Dogs: Tropical Adventure (Белка и Стрелка. Карибская тайна) de Inna Evlannikova
  - Ivan Tsarévitch et le Loup gris 4 (Иван Царевич и Серый Волк 4) de Darina Schmidt et Constantin Feoktistov

### Aigle d'or du meilleur réalisateur
- Andreï Kontchalovski pour Dear Comrades
  - Andreï Zaïtsev pour A Siege Diary
  - Jora Kryjovnikov pour La Glace 2

### Aigle d'or du meilleur scénario
- Andreï Zaïtsev pour A Siege Diary
  - Andreï Kontchalovski pour Dear Comrades
  - Nikita Vyssotski et Oleg Malovitchko pour Union of Salvation

### Aigle d'or du meilleur acteur au cinéma
- Youri Borisov pour son rôle dans Kalachnikov
  - Maxime Matveïev pour son rôle dans Union of Salvation
  - Alexandre Petrov pour son rôle dans Streltsov

### Aigle d'or de la meilleure actrice au cinéma
- Olga Ozollapinia pour son rôle dans A Siege Diary
  - Ioulia Vyssotskaïa pour son rôle dans Dear Comrades
  - Stasia Miloslavskaya pour son rôle dans Streltsov

### Aigle d'or du meilleur acteur dans un second rôle
- Alexandre Domogarov pour son rôle dans Union of Salvation
  - Ivan Kolesnikov pour son rôle dans Union of Salvation
  - Alexandre Yatsenko pour son rôle dans Streltsov

### Aigle d'or de la meilleure actrice dans un second rôle
- Maria Aronova pour son rôle dans La Glace 2
  - Nadejda Mikhalkova pour son rôle dans La Glace 2
  - Sofia Ernst pour son rôle dans Union of Salvation

### Aigle d'or du meilleur acteur à la télévision
- Maxime Matveïev pour son rôle dans Déclencheur
  - Alexandre Alexandrovitch Lazarev pour son rôle dans Diplomate
  - Youri Beliayev pour son rôle dans Bateau à vapeur Odessa

### Aigle d'or de la meilleure actrice à la télévision
- Svetlana Nemoliaïeva pour son rôle dans Diplomate
  - Tchoulpan Khamatova pour son rôle dans Zouleikha ouvre les yeux 
  - Tatiana Tcherdintseva pour son rôle dans Bateau à vapeur Odessa

### Aigle d'or de la meilleure photographie
- Igor Griniakine pour Union of Salvation
  - Mikhail Milachine pour On the Edge
  - Fattah Abdel pour Streltsov

### Aigle d'or des meilleurs décors
- Sergueï Aguine pour Union of Salvation
  - Irina Otchina pour Dear Comrades
  - Sergueï Tyrine pour Streltsov

### Aigle d'or des meilleurs costumes
- Ekaterina Chapkaits pour Union of Salvation
  - Ekaterina Khimitcheva pour A Siege Diary
  - Vladimir Nikiforov et Natalia Siditskaya pour Streltsov

### Aigle d'or de la meilleure musique
- Youri Poteienko pour Docteur Lisa
  - Dmitri Yemelianov  pour Union of Salvation
  - Savva Rozanov pour Streltsov

### Aigle d'or du meilleur montage
- Alexandre Kochelev et Dmitri Korabelnikov pour Streltsov
  - Alexandre Kochelev et Ekaterina Pivneva pour On the Edge
  - Ilya Lebedev pour Union of Salvation

### Aigle d'or du meilleur son
- Pavel Doreouli pour Union of Salvation
  - Alexander Fedenev pour On the Edge
  - Pavel Doreouli pour Streltsov

### Aigle d'or du meilleur maquillage
- Tatiana Vavilova pour Union of Salvation
  - Natalia Krimskaya pour A Siege Diary
  - Ekaterina Chakhvorostova pour Invasion

### Aigle d'or des meilleurs effets spéciaux
- Film Direction FX pour Union of Salvation
  - Main Road Post pour Cosmoball
  - Main Road Post pour Invasion

### Aigle d'or du meilleur film étranger
- 1917 de Sam Mendes
  - Pinocchio de Matteo Garrone
  - Enfant terrible de Oskar Roehler

### Prix spécial
- Svetlana Droujinina pour sa contribution au cinéma russe (Le prix a été remis par Svetlana Khodchenkova et Sergueï Garmash)

## Statistiques

### Récompenses/nominations multiples
Film :
- 7/14 : Union of Salvation
- 3/6 : A Siege Diary
- 1/10 : Streltsov
- 1/5 : Dear Comrades
- 1/4 : La Glace 2
- 1/1 : Espace de vers: Boris Sloutski, One Mango, Please, La Maîtresse de la montagne de cuivre, Kalachnikov, Docteur Lisa, 1917
- 0/3 : On the Edge
- 0/2 : Invasion

Télévision :
- 2/2 : Déclencheur
- 1/3 : Diplomate
- 1/1 : Bateau à vapeur Odessa
- 0/3 : L'élève de Messing